# Veuzain-sur-Loire
Veuzain-sur-Loire ist eine französische Gemeinde mit 3.327 Einwohnern (Stand: 1. Januar 2022) im Département Loir-et-Cher in der Region Centre-Val de Loire. Sie ist dem Arrondissement Blois und dem Kanton Veuzain-sur-Loire zugehörig.
Veuzain-sur-Loire wurde zum 1. Januar 2017 als Commune nouvelle aus den bis dahin eigenständigen Gemeinden Onzain und Veuves gebildet, die fortan den Status von Communes déléguées besitzen.

## Geografie
Veuzain-sur-Loire liegt etwa 20 Kilometer südwestlich von Blois an der Loire und wird von den Nachbargemeinden Mesland im Norden und Nordwesten, Santenay im Norden, Valloire-sur-Cisse im Norden und Osten, Chaumont-sur-Loire und Rilly-sur-Loire im Süden, Mosnes im Südwesten, Cangey im Westen sowie Monteaux in nordwestlicher Richtung umgeben.

## Gliederung
| Ortsteil                 | ehemaliger INSEE-Code | Fläche (km²) | Einwohnerzahl (2022) |
| ------------------------ | --------------------- | ------------ | -------------------- |
| Onzain (Verwaltungssitz) | 41167                 | 29,89        | 3.113                |
| Veuves                   | 41272                 | 08,07        | .0214                |

## Sehenswürdigkeiten

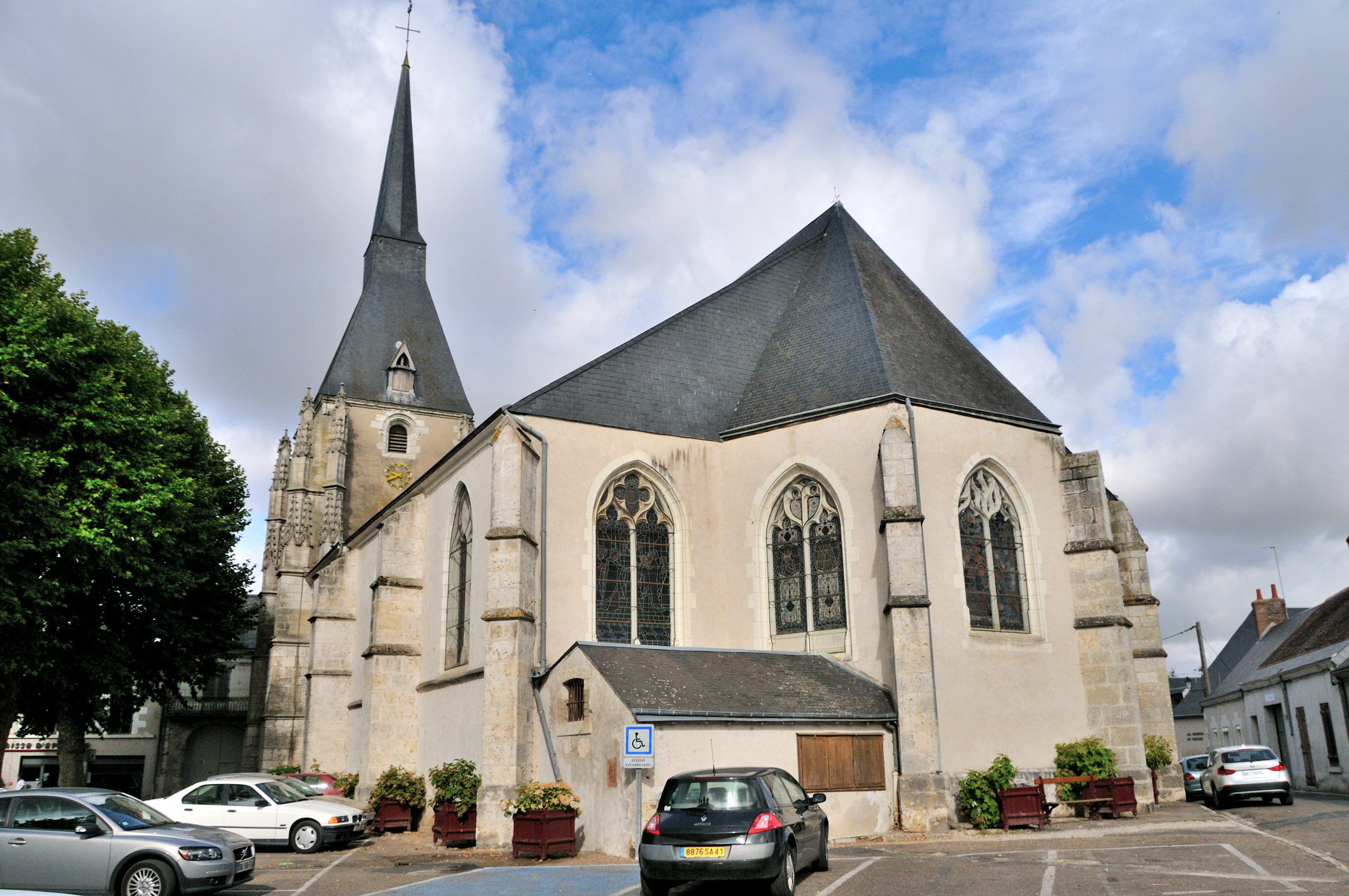
Kirche Saint-Gervais-et-Saint-Protais

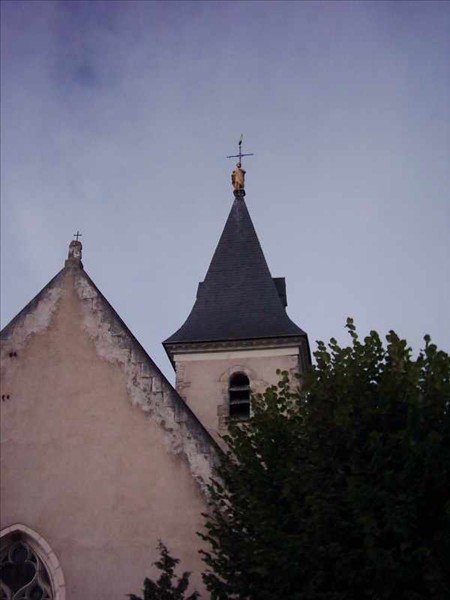
Kirche Saint-Vincent

### Onzain
- Reste der frühen Burganlage (Motte);
- Restauriertes historisches Gebäude aus dem 15. Jahrhundert;
- „Des Salles“ genannte Festhalle, ein früheres Nebengebäude der Burg;
- Kirche Saint-Gervais-et-Saint-Protais aus dem 15. und 16. Jahrhundert mit sehenswertem Renaissance-Portal an der Südseite; Seitenschiff aus dem 16. Jahrhundert; Chor, flankiert von zwei Kapellen aus dem 15. Jahrhundert; Fenster im Flamboyant-Stil.

### Veuves
- Kirche Saint-Vincent

## Partnerschaften
Partnergemeinden sind Flein in Deutschland und Darley Dale in Derbyshire (Vereinigtes Königreich).